# Johann Kaspar Suicer
Johann Kaspar Suicer, en ocasiones también conocido como Johann Kaspar Schweitzer o Johann Caspari Suicerus (Frauenfeld, Suiza, 26 de junio de 1619 - Zúrich, 8 de noviembre de 1688) fue un filólogo y teólogo suizo.

## Biografía
Suicer después de estudiar en Montauban,  llegó a ser pastor de su  país en 1643, y en 1660 era profesor de hebreo y griego en la universidad de Zürich y se consagró especialmente al estudio de los Padres de la Iglesia de Grecia.
En 1658, resignó a su silla y como escritor su reputación se agrandó con su diccionario de teología "Thesaurus ecclesiasticus, e Patribus Graecia, ordine alphabetico exhibeus...", Ámsterdam, 1682, 2 vols., con una mejor edición en 1728, con un suplemento de su hijo, John Henry  Suicer (1644-1705), quien después de recorrer parte de Suiza y Alemania se estableció en el "gymnasium" de Zürich  y en 1700 ocupó la silla de teología de la universidad de Heidelberg dejando escritos "Compendium Physicae Aristotelico-Cartesiane", 1685 y "Specimen commentarii in epistolam ad Ephesios·,  y Suicer escribió otras obras como la historia de la iglesia oriental, un sintaxis del idioma griego y un glosario griego-latino.

## Obras
- Novi testamenti glossarium Graeco-Latinum:..., Tiguri, 1744.
- Thesaurus ecclesiasticus,...., Ámsterdam, 1728, 2 vols.
- Joh. Caspari Suiceri canonici at professoris Tiguri, Symbolum Niceno-Constantinopolitanum....., Utrecht, 1718.
- Dictionarium bilinguae: latino-germanicum & germanico-latinum...., Tiguri, 1687.
- Sacrarum observationum liber singularis..., Tiguri, 1665.
- Novi testamenti dictionum sylloge Graeco-Latina:...., Tiguri, 1659.
- Syntaxeos Graecae:....., 1651.